# Castel San Niccolò
Castel San Niccolò és un municipi situat al territori de la província d'Arezzo, a la regió de la Toscana (Itàlia).
Limita amb els municipis de Castelfranco Piandiscò, Loro Ciuffenna, Montemignaio, Ortignano Raggiolo, Poppi, Pratovecchio Stia i Reggello.
Les frazione de Barbiano, Battifolle, Borgo alla Collina, Caiano, Castello, Cetica, Garliano, Pagliericcio, Pratarutoli, Prato di Strada, Rifiglio, Ristonchi, San Pancrazio, Santa Maria, Spalanni, Strada in Casentino, Torre, Valgianni, Vertelli pertanyen al municipi de Castel San Niccolò.